# Ducado de Badajoz
El ducado de Badajoz es un título de la Casa Real, concedido a la infanta Pilar de Borbón por su padre, Juan de Borbón, con motivo de su boda en 1967, con Luis Gómez-Acebo. Ese mismo año, mediante el Decreto 758/1967, de 13 de abril, el dictador Franco concedió a la infanta la facultad de usarlo en España el 17 de abril de 1967. Este privilegio sería confirmado por su hermano Juan Carlos al convertirse en rey de España. Previamente a dicha concesión, el título fue ofrecido por el conde de Barcelona a su sobrino Alfonso de Borbón y Dampierre en los años 50, pero este lo rechazó alegando que aún era joven y esperaba ostentar una dignidad mayor. El ducado de Badajoz, por ser un título de la Casa Real, fue concedido con carácter personal y vitalicio y, por tanto, revirtió a la Corona tras el fallecimiento de la infanta Pilar, el 8 de enero de 2020.

## Denominación
Su denominación hace referencia a la ciudad de Badajoz (España), capital de la provincia homónima.

## Supuesta concesión medieval
La historiografía tradicional sostiene que el título del primer y el segundo duque de Badajoz (siglo XV) no existió nunca como tal, siendo el correcto el de señor de Badajoz. Otros autores indican que en vez primera fue creado y otorgado por Enrique IV a Hernán Gómes de Solís (o Gómez de Cáceres y Solís), sucediéndole su hijo Gomes Fernández de Solís, que murió sin descendencia entre 1465 y 1470, siendo en esa fecha revertido a la Corona. De hecho, en la Iglesia de San Agustín de Badajoz se encuentra la tumba de Hernán Gómez de Cáceres y Solís, señor de Badajoz, en cuya lápida figura como duque de Badajoz. Sin embargo, estudios más recientes apuntan sobre la inexistencia de esta concesión a Hernán Gómez, concluyendo que el origen del error se remonta a 1575. En cambio, si efectuó de manera efectiva y real la señorialización de la ciudad, ya que Badajoz sí experimentó el régimen señorial de modo pleno.

Membrete de la infanta Pilar.

En realidad, fue creado en el siglo XV por Enrique IV de Castilla como distinción a unos antepasados de los que se desconoce quién pudo ser su primer titular, siendo al parecer confusamente usurpado por alguien que no le correspondía: Hernán Gómez de Solís y su esposa Catalina de Silva, dominantes en Badajoz y fundadores del convento de Santo Domingo, que lo ostentaron entre 1465 y 1470. Pero cuando el poder de la ciudad pasó a Gómez Suárez de Figueroa, el que en 1471 prohibió al rey entrar en la plaza, este desautorizó el título y el falso duque debió huir. Desde entonces la dignidad del duque de Badajoz quedó vacante en posesión de la Corona, que en cuatro siglos no lo otorgó a nadie, hasta que se recuperó para la dignidad de la infanta Pilar de Borbón con motivo de su boda en 1967 con Luis Gómez-Acebo, que ostentaba la distinción de duque consorte de Badajoz y vizconde de la Torre.

## Duques de Badajoz
Hay dudas sobre quién fue el primer titular.
|                             | Titular                     | Período                     |
| Creación por Juan de Borbón | Creación por Juan de Borbón | Creación por Juan de Borbón |
| --------------------------- | --------------------------- | --------------------------- |
| i                           | Pilar de Borbón             | 1967-2020                   |
| Único titular               |                             |                             |